# Pierre Beaumarchais
Pierre-Augustin Caron de Beaumarchais (n. 24 ianuarie 1732 – d. 18 mai 1799) a fost un ceasornicar, inventator, muzician, politician, refugiat, spion, editor, traficant de arme și revoluționar (atât francez cât și american). El a fost totuși cunoscut pentru piesele lui de teatru, în special cele trei piese cu bărbierul Figaro.

## Începuturi modeste
Beaumarchais s-a născut Pierre-Augustin Caron, fiul unic al unui ceasornicar care mai avea cinci fiice. Familia era destul de înstărită și Caron a avut o copilărie liniștită și fericită, în contrast cu mare parte din viața lui de adult.  Caron a părăsit școala la vârsta de 13 ani pentru a fi ucenicul tatălui. După câțiva ani, probabil între 1751 și 1753, a inventat un mecanism de scăpare pentru ceasuri care le permitea să le facă cu mult mai precise și compacte. Una dintre cele mai mari invenții a fost un ceas montat pe un inel, pentru Madame de Pompadour. Invenția a fost recunoscută ulterior de Académie des sciences, după o dispută cu M. Lepaute, ceasornicarul regal, care a încercat să-și asume invenția .

## Afaceri, politică, artă, și distracție
În 1758-59, Caron devine profesorul particular de harpă al fiicei Regelui Ludovic al XV-lea.  În 1759-60, Caron îl cunoaște pe Joseph Paris-Duverney, un antreprenor înstărit, mai în vârstă. Cei doi au devenit prieteni foarte apropiați și au colaborat în multe afaceri îndrăznețe. La scurt time după ce s-a căsătorit în 1756-57, Caron adoptat numele de 
„Pierre-Augustin Caron de Beaumarchais”, pe care el l-a derivat din „le Bois Marchais”, numele unei bucăți de pământ moștenite de prima lui soție .
Ajutat de Pâris-Duverney, Beaumarchais dobândește titlul de secretar consilier al Regelui în 1760-61, astfel căștigând acces la aristocrația franceză. Aceasta a fost urmată de câștigarea celui de-al doilea titlu, locotenent general de vânătoare, în 1763. În anul următor, Beaumarchais a început o vizită de 10 luni la Madrid, se presupune pentru a-și ajuta sora sa, Lisette, care a fost abandonată de logodnicul ei, Clavijo . Între timp, el era preocupat în mare parte cu încheierea de contracte de afaceri pentru Paris-Duverney. Deși Beaumarchais s-a întors în Franța cu puțin profit, a dobândit experiență, idei muzicale și idei pentru personaje teatrale.

## Luptele interne de la curtea regală și revoluția americană
Moartea lui Paris-Duverney pe 17 iulie 1770 a declanșat un deceniu de tulburare pentru Beaumarchais. La câteva luni înainte de moartea lui, cei doi au semnat o declarație care anula toate datoriile lui Beaumarchais față de Pâris-Duverney (aproximativ 75.000 lire), și acordarea modestei sume de 15.000 de lire lui Beaumarchais . Contele de la Blache, singurul moștenitor al lui Paris-Duverney, l-a dat în judecată pe Beaumarchais, susținând că declarația semnată era un fals. Deși verdictul din 1772 era în favoarea lui Beaumarchais, a fost anulat de magistratul Goëzman în cadrul recursului.  În același timp, Beaumarchais era implicat într-o dispută cu Ducele de Chaulnes în legătură cu amanta ducelui, ducând la încarcerarea lui Beaumarchais între februarie și mai 1773. La Blache a profitat de absența lui Beaumarchais din instanță  și l-a convins pe magistratul Goëzman să emită un ordin juridic împotriva lui Beaumarchais prin care acesta să fie obligat să-i restituie toate datoriile față de Paris-Duverney, plus dobânda și toate taxele legale.
Pentru a câștiga sprijinul publicului, Beaumarchais a publicat un pamflet compus din patru părți intitulat Mémoires contre Goëzman. Aceasta l-a transformat pe Beaumarchais într-o celebritate, el ajungând să fie văzut de public ca un campion al justiției și libertății sociale. Goëzman contraatacă, promulgând o lege potrivită pentru propriile interese. Verdictul a fost ambiguu. La 26 februarie  1774 atât Beaumarchais cât și d-na Goëzman (care îl simpatiza pe Beaumarchais) au fost privați de drepturile civile, timp în care magistratul Goezman  a fost îndepărtat din postul lui. În același timp, verdictul lui Goëzman în cazul La Blache a fost din nou anulat. Cazul Goëzman era atât de extraordinar încât judecătorii au părăsit sala de judecată pe o ușă de serviciu pentru a evita mulțimea furioasă care aștepta în fața tribunalului .
Pentru a-și restaura drepturile civile, Beaumarchais se angajează în slujba lui Ludovic al XV-lea și Ludovic al XVI-lea. A călătorit la Londra, Amsterdam și Viena în diferite misiuni secrete. Prima lui misiune a fost să meargă la Londra pentru a distruge un pamflet intitulat Les mémoires secrets d'une femme publique, pe care Ludovic al XV-lea îl considera defăimător pentru una din amantele lui, Madame du Barry. Beaumarchais era de asemenea amintit și pentru sprijinul lui pentru Revoluția americană. Ludovic al XVI-lea, care nu dorea o confruntare directă cu  Anglia , i-a dat mână liberă lui Beaumarchais pentru a fonda o întreprindere comercială, Roderigue Hortalez and Co. , sprijinită de autoritățile regale franceze și spaniole, care aproviziona rebelii americani cu arme, muniție, haine, și provizii. Pentru aceste servicii, Parlamentul Francez i-a restaurat drepturile civile în 1776.

## Renașterea lui Voltaire
La scurt timp după moartea lui Voltaire în 1778, Beaumarchais se hotărăște să publice toate lucrările lui Voltaire, multe dintre care erau interzise în Franța. El a cumpărat drepturile pentru majoritatea manuscriselor lui Voltaire de la editorul Charles-Joseph Panckouck în februarie 1779. Pentru a scăpa de cenzura franceză, a amenajat o tiparniță la Kehl, în Germania. El a cumpărat de asemenea de la văduva lui John Baskerville întreaga topitorie de litere din faimosul tip englez. Trei fabrici de hârtie au fost cumpărate de Beaumarchais. Șaptezeci de volume au fost publicate între 1783 și 1790. Deși aceasta s-a dovedit a fi un dezastru financiar, contribuția lui Beaumarchais s-a dovedit a fi esențială în păstrarea multor dintre lucrările târzii ale lui Voltaire, care altfel ar fi fost pierdute.

## Mai multe lupte interne din curtea regală și revoluția franceză
Nu a trecut  mult timp până când Beaumarchais s-a confruntat din nou cu sistemul legal francez. În 1787 a cunoscut-o pe doamna Korman, care era implicată și închisă într-un proces de adulter, inițiat de soțul acesteia pentru a-și însuși zestrea ei. Problema a ajuns la tribunal, Beaumarchais luând partea doamnei Korman, domnul Korman fiind asistat de un avocat celebru, Nicolas Bergasse. Pe 2 aprilie 1790, domnii Korman și Bergasse au fost găsiți vinovați de calomnie (defăimare), însă reputația lui Beaumarchais a fost afectată.
Între timp, a izbucnit Revoluția franceză. Beaumarchais nu mai era idolul care fusese cu câțiva ani în urmă. El a avut succes financiar, în mare parte din aprovizionarea Parisului cu apă potabilă, și avansând în rândul nobililor francezi. În 1791, s-a stabilit într-o reședință luxoasă, vis-à-vis de Bastilia. A petrecut o săptămână în închisoare în august 1792, și a fost eliberat cu doar trei zile înainte de a începe masacrele din septembrie, ce au avut loc în închisoarea în care a fost deținut.
Cu toate acestea, el își oferea serviciile noii republici. A încercat să cumpere 60,000 de puști din Olanda pentru armata revoluționară franceză, dar nu a putut să încheie afacerea. În timpul cât a fost în afara țării, Beaumarchais a fost declarat un émigré (loial al vechiului regim) de către dușmanii lui. Și-a petrecut doi ani și jumătate în exil, în mare parte în Germania, până când numele lui a fost șters de pe lista proscrișilor émigrés. S-a întors la Paris în 1796, unde și-a trăit restul vieții în pace. A fost înmormântat în cimitirul Père-Lachaise din Paris.

## Viața privată
Beaumarchais a fost căsătorit de trei ori. Prima lui soție a fost Madeleine-Catherine Franquet (născută la Aubertin), cu care s-a căsătorit pe 22 noiembrie 1756, dar care a murit, în circumstanțe misterioase, la doar 10 luni după căsătorie. Apoi, în 1768, s-a căsătorit cu Geneviève-Madeleine Lévêque (născută la Wattebled). Cea de-a doua doamnă Beaumarchais moare și ea în împrejurări neelucidate doi ani mai târziu, deși majoritatea biografilor lui Beaumarchais cred că de fapt suferea de tuberculoză. Beaumarchais a avut un fiu,  Augustin, născut în 1770, din cea de-a doua căsătorie, dar și el moare în 1772. Beaumarchais trăiește cu amanta lui, Marie-Thérèse de Willer-Mawlaz, timp de doisprezece ani, după care ea devine cea dea treia sa soție, în 1786. Împreună au avut o fată, Eugénie.
Beaumarchais a fost acuzat de către inamicii lui că și-a otrăvit primele două soții, pentru a le lua moștenirile familiilor lor. Beaumarchais, deși nu ducea lipsă de amante pe parcursul vieții, era cunoscut ca un om care ținea la familia lui și la prietenii apropiați. Totuși, Beaumarchais avea o reputație de a se căsători din interes financiar, și atât Franquet cât și Lévêque au fost înainte căsătorite cu familii înstărite. Nu au existat destule dovezi pentru a susține acuzațiile.

## Piesele Figaro
Pisele lui Beaumarchais din seria Figaro cuprind Le Barbier de Séville (Bărbierul din Sevilla), Le Mariage de Figaro (Nunta lui Figaro), și La Mère coupable. Figaro și Contele Almaviva, cele două personaje ale lui Beaumarchais, cel mai probabil create în călătoriile lui în Spania, au fost (împreună cu Rosine, și mai târziu Contesa Almaviva) singurele prezente în toate cele trei părți. Ele reflectă schimbărea atitudinilor sociale înainte, după, și în timpul revoluției franceze.  Figaro și Almaviva au apărut pentru prima dată în Le Sacristan, pe care a scris-o prin 1765 și a redenumit-o " un interludiu, imitând stilul spaniol ". Faima lui a început, totuși, cu prima piesă dramatică (drame bourgeois), Eugénie, care a avut premiera la Comédie Française în 1767. Aceasta a fost urmată de o altă dramă, Les Deux amis ou Le Négociant de Lyon (Cei doi prieteni sau Negustorul din Lyon), cu premiera pe 13 ianuarie 1770, tot la Comedia Franceză .
Privind dintr-un alt unghi, piesele Figaro sunt semi-autobiografice . Don Guzman Brid'oison (Le Mariage) și Bégearss (La Mère) au fost caricaturile celor doi adversari reali ai lui Beaumarchais, Goëzman și Bergasse. Pajul Chérubin (Le Mariage) seamănă cu tânărul Beaumarchais, care medita la sinucidere când a aflat că iubita lui urma să se căsătorească cu altul. Suzanne, eroina din Le Mariage și La Mère, a avut ca sursă de inspirație cea de-a treia soție a lui Beaumarchais, Marie-Thérèse de Willer-Mawlaz. Între timp, câteva dintre monologurile contelui reflectă remușcările dramaturgului pentru numeroasele lui experiențe sexuale.
Le Barbier a debutat în 1775. Continuarea Le Mariage a trecut inițial de cenzori în 1781, dar reprezentația a fost imediat interzisă de Ludovic al XVI-lea, după ce a citit-o personal. Regele nu a fost mulțumit de felul cum piesa satiriza aristocrația. În următorii trei ani, Beaumarchais a revizuit-o de mai multe ori, pentru a putea să treacă de cenzor. Regele a ridicat interdicția în 1784. Piesa a debutat în acel an și a fost extrem de populară și în rândul aristocraților. Opera lui Mozart a avut premiera cu doi ani mai târziu. Ultima piesă a lui Beaumarchais, La mère... a avut premiera în 1792 la Paris. 

Pentru a-i aduce un omagiu marelui dramaturg francez Molière, care a scris titlul original al piesei, Beaumarchais a redenumit La Mère coupable în L'autre Tartuffe. Toate cele trei piese Figaro s-au bucurat de un mare succes, și sunt jucate și astăzi în teatre și săli de operă.

## Opere
- În ani 1760 - Scrie mai multe comedii dintr-un singur act pentru reprezentări scenice private.[7]
  - Les Député de la Halle et du Gros-Caillou
  - Colin et Colette
  - Les Bottes de sept lieues
  - Jean Bête à la foire
  - Œil pour œil
  - Laurette
- 1765(?) - Le Sacristan, innterludiu (precursorul la Bărbierul din Sevilia)
- 1767 - Eugénie, dramă, cu premiera la Comédie Française.[7]
- 1767 - L'Essai sur le genre dramatique sérieux.[7]
- 1770 - Les Deux amis ou le Négociant de Lyon, dramă, cu premiera la Comédie Française
- 1773 - Le Barbier de Séville ou la Précaution inutile, comedie, cu premiera pe 3 ianuarie 1775 la Comédie Française
- 1774 - Mémoires contre Goëzman
- 1775 - La Lettre modérée sur la chute et la critique du «Barbier de Séville»
- 1778 - La Folle journée ou Le Mariage de Figaro, comedie, cu premiera pe 27 aprilie 1784 la Comédie Française
- 1784 - Préface du mariage de Figaro
- 1787 - Tarare, operă cu muzica lui Antonio Salieri, cu premiera la Opéra de Paris (full-text) Arhivat în 16 iunie 2007, la Wayback Machine.
- 1792 - La Mère coupable ou L'Autre Tartuffe, dramă, cu premiera  pe 26, Iunie, la Théâtre du Marais
- 1799 - Voltaire et Jésus-Christ, în două articole [7].